# 伍德朗 (紐約州伊利縣)
伍德朗（英語：Woodlawn）是位於美國紐約州伊利縣的非建制地區。

## 歷史
伍德朗的郵局於1922年設立，其後於1938年停運。

## 地理
伍德朗所處的海拔為高於海平面180米（即591英呎），而該地所採用的時區為UTC-5，即北美东部时区（EST）。同時該地設有夏令時間，為UTC-5調快一小時，即UTC-4（EDT）。